# 29 pr. n. št.
29 pr. n. št. je bilo po julijanskem koledarju navadno leto, ki se je začelo na petek ali soboto, ali pa prestopno leto, ki se je začelo na četrtek, petek ali soboto (različni viri navajajo različne podatke). Po proleptičnem julijanskem koledarju je bilo prestopno leto, ki se je začelo na četrtek.
V rimskem svetu je bilo znano kot prvo leto sokonzulstva Oktavijana in Apuleja, pa tudi kot leto 725 ab urbe condita.
Oznaka 29 pr. Kr. oz. 29 AC (Ante Christum, »pred Kristusom«), zdaj posodobljeno v 29 pr. n. št., se uporablja od srednjega veka, ko se je uveljavilo številčenje po sistemu Anno Domini.

## Dogodki
- Gaj Oktavijan dobi naziv imperator. Tretjič v zgodovini Rima so zaprta vrata v Janusov tempelj na rimskem forumu, kar označuje mir.
- na severozahodu Hispanije izbruhnejo kantabrijske vojne proti rimski vladavini.
- rimski pesnik Vergilij prične skladati Eneido.

## Rojstva
- Pitodorida Pontska († 38)

## Smrti
- (domnevno) Ptolemaj Filadelf, ptolemajski princ Egipta (* 36 pr. n. št.)